# ويليام هوراس تايلور
ويليام هوراس تايلور (بالإنجليزية: William Horace Taylor)‏ هو سياسي كندي، ولد في 7 ديسمبر 1889 بنورفولك كاونتي في كندا، وتوفي في 20 يونيو 1986. حزبياً، نشط في الحزب الليبرالي الكندي. وقد انتخب عضو مجلس الشيوخ الكندي وانتخب عضو مجلس العموم الكندي.